# Schwaigen
Schwaigen település Németországban, azon belül Bajorországban. Lakosainak száma 642 fő (2023. december 31.).

## Népesség
A település népessége az elmúlt években az alábbi módon változott:
| Lakosok száma | 373  | 362  | 464  | 556  | 592  | 586  | 626  | 624  | 607  | 642  |
|               | 1875 | 1950 | 1975 | 1987 | 2012 | 2014 | 2016 | 2017 | 2021 | 2023 |